# Hemisemidalis pallida
Hemisemidalis pallida är en insektsart som först beskrevs av Withycombe 1924.  Hemisemidalis pallida ingår i släktet Hemisemidalis och familjen vaxsländor. Inga underarter finns listade i Catalogue of Life.